# إيف إنغلر
إيف إنغلر هو كاتب كندي، ولد في 1979.

## وصلات خارجية
- الموقع الرسمي